# اکسپرس‌ایر
اکسپرس‌ایر (به انگلیسی: XpressAir) یک شرکت هواپیمایی با کد یاتا XN است که در تاریخ ۲۰۰۳ میلادی تأسیس شده است.
دفتر مرکزی اکسپرس‌ایر در اندونزی واقع شده‌است و قطب این شرکت هواپیمایی در ماکاسار - فرودگاه بین‌المللی سلطان حسن‌الدین قرار دارد و به ۳۷ مقصد، پرواز مستقیم انجام می‌دهد.

## مقصدهای پروازی
- ; اندونزی
  - آمبون - فرودگاه پتیمورا
  - Babo - فرودگاه بابو
  - Buli - فرودگاه بولی
  - باندونگ - فرودگاه بین‌المللی حسین ساسترانگارا
  - Bau-bau - فرودگاه بتوامباری
  - آمینوفیلین - فرودگاه آمینوفیلین
  - Fakfak - فرودگاه فیکفیک
  - Galela - Galela Airport
  - Gebe - Gebe Airport
  - گورونتالو - فرودگاه جلال‌الدین
  - جاکارتا - فرودگاه بین‌المللی سوئکارنو-هتا Hub
  - یوگیاکارتا - فرودگاه بین‌المللی ادیسوسیپتو
  - جایاپورا - فرودگاه سنتنی
  - Kaimana - فرودگاه کایمانا
  - کندری، اندونزی - فرودگاه هالولو
  - Kao - Kao Airport
  - Labuha - Labuha Airport
  - Langgu - Langgur Airport
  - Luwuk - فرودگاه سیوکوران امین‌الدین امیر
  - ماکاسار - فرودگاه بین‌المللی سلطان حسن‌الدین Main Hub
  - مالنگ - فرودگاه عبدالرحمان صلاح
  - ماموجو - Mamuju Airport
  - مانادو - فرودگاه بین‌المللی سام رتولنگی
  - Manokwari - Manokwari Airport
  - Morotai - Morotai Airport
  - Nabire - Nabire Airport
  - پادنگ، اندونزی - فرودگاه بین‌المللی مینانگکابو
  - پالم‌بانگ - فرودگاه سلطان محمود بدرالدین دوم
  - پکانبارو - فرودگاه بین‌المللی سلطان سیاریف قسیم دوم
  - پونتیاناک - فرودگاه سوپادیو
  - Sanana - Sanana Airport
  - Saumlaki - Saumlaki Airport
  - سورنگ - فرودگاه سارونگ
  - سورابایا - فرودگاه بین‌المللی جواندا
  - Tanah Merah - Tanah Merah Airport
  - تانجونگ پینانگ - فرودگاه راجا هاجی فی‌سبیل‌الله
  - ترنیت - فرودگاه باب‌الله
  - Wakatobi  - فرودگاه ماتاهورا
  - Wamena - فرودگاه وامنا
- ; مالزی
  - کوچینگ - فرودگاه بین‌المللی کوچینگ
  - جوهور بهرو - فرودگاه بین‌المللی ثنای